# Montagne du Vauclin
Montagne du Vauclin är ett berg i Martinique. Det ligger i den sydöstra delen av Martinique, 21 km öster om huvudstaden Fort-de-France. Toppen på Montagne du Vauclin är 504 meter över havet. Det är det högsta berget på den södra delen av Martinique.